# Avatar: Der Herr der Elemente (Comic)
Avatar: Der Herr der Elemente ist eine Comicreihe, die als offizielle Fortsetzung der Zeichentrickserie Avatar – Der Herr der Elemente (2005–2008) seit Januar 2012 im Dark Horse Verlag erscheint. Zuvor wurden Einzelgeschichten ab Juni 2005 im Nickelodeon Magazine und auf den DVDs der Fernsehserie veröffentlicht, ehe sie erstmals im Juli 2011 in einem Sammelband erschienen sind. Auf Deutsch wird die Reihe seit September 2012 von Cross Cult herausgegeben.

## Inhalt
Nach den Ereignissen aus der Fernsehserie und dem Ende des Hundertjährigen Krieges befindet sich die Welt im Wandel: Fortschritt trifft auf Tradition. Avatar Aang ist gezwungen, seine Rolle und die ihm beigebrachte Definition von Harmonie zu überdenken. Der neue Feuerlord Zuko hat unterdessen Probleme damit, dass er von einem Teil seiner Untertanen nicht akzeptiert wird, und befürchtet, sich mit der Zeit zu einem Monster zu entwickeln. Zudem will er endlich erfahren, was mit seiner Mutter nach ihrer Verbannung geschehen ist. Währenddessen eröffnet Toph eine Metallbändigerschule in der ehemaligen Kolonie Yu Dao. All dies führt auch zu Spannungen innerhalb von Team Avatar, das nur mehr selten vollständig zusammentrifft. Schon bald müssen die Jugendlichen erkennen, dass auch nach Ende des Krieges viele Probleme existieren.

### Das Versprechen
Nach dem Krieg beschließt die Feuernation ihre Kolonien aufzulösen. Zuko bittet Aang am Anfang der Geschichte, ihn zu töten, falls er sich zu einem Monster entwickeln sollte. Als die Stadt Yu Dao sich weigert, droht ein erneuter Krieg. Während die Feuernation unter Zuko die Stadt schützt, wollen Aang und das Erdkönigreich sie zwingen das Erdkönigreich zu verlassen. Aang sieht sich außerdem genötigt, sein Versprechen einzulösen und Zuko zu töten. So kommt es zu einer großen Schlacht, innerhalb derer Aang erkennt, dass sich die Nationen nicht einfach trennen lassen. Er überzeugt den Erdkönig, dass die Kolonien weder zur Feuernation, noch zum Erdkönigreich gehören, sondern, dass etwas Neues daraus entstehen sollte.
Als Nebenhandlung eröffnet Toph eine Metallbändiger-Akademie und verteidigt diese gegen Feuerbändiger.

### Die Suche
Zuko schließt mit Azula eine Art Waffenstillstand und entlässt sie aus der Anstalt, um nach ihrer Mutter zu suchen. Azula besucht jedoch vorher Ozai im Gefängnis, der ihr einen Brief ihrer Mutter an ihren früheren Verlobten Ikem gibt. Zusammen mit seinen Freunden und Azula macht sich Zuko auf die Suche nach Ursa.
Azula hat Halluzinationen von ihrer Mutter und attackiert mehrfach grundlos die Umgebung. Dabei provoziert sie einen Wolfgeist, der die Gruppe angreift. Nach der Attacke findet Zuko den Brief und erfährt so von seiner angeblichen Abstammung: Nicht Ozai sei sein Vater, sondern Ikem. Nachdem die Gruppe die Heimatstadt von Ursa erreicht hat, erfahren sie dort, dass Ikem in das Tal des Vergessens ausgewandert sei, seitdem nicht mehr gesehen wurde und Ursa ihm nach ihrer Verbannung dorthin gefolgt wäre. Im Tal des Vergessens treffen sie das Geschwisterpaar Rafa und Misu, die auf der Suche nach der Mutter der Gesichter sind. Aang erklärt sich bereit zu helfen und sucht diese in der Geisterwelt auf. Dadurch erfährt die Gruppe schließlich von den neuen Identitäten Ursas und Ikems und kann sie aufspüren. Den Brief hatte Ursa damals geschrieben, um Ozai für das, was er ihr angetan hatte, zu verletzen, und log deshalb in Bezug auf die Vaterschaft. Ozai war dahintergekommen und hatte seinen Sohn fortan so behandelt, als wäre Zuko in Wahrheit Ikems Sohn gewesen. Azula flieht, während Zuko sich von seiner Mutter ihre Geschichte erzählen lässt.

## Ausgaben

### Einzelbände
Bis auf Die verlorenen Abenteuer bestehen alle Comics aus jeweils drei Bänden, die unter einem gemeinsamen Titel erscheinen. Cross Cult nummeriert die Comicbände beginnend mit dem ersten Band von Das Versprechen und reihte Die verlorenen Abenteuer als vierten Band zwischen der ersten und zweiten Comictrilogie ein. Im Original gibt es keine offizielle durchgehende Nummerierung.
| Band-Nr. | Titel                                                                            | erschienen (USA) | erschienen (D) | Autoren                                                                                                   | Zeichner                                                                                        | ISBN (D)               |
| -------- | -------------------------------------------------------------------------------- | ---------------- | -------------- | --- | ----------------------------------------------------------------------------------------------- | ---------------------- |
| 1        | Die verlorenen Abenteuer (The Lost Adventures)                                   | 15. Juni 2011    | 29. Apr. 2013  | Chan, Ehasz, Hamilton, Hedrick, Lumumba, Matte, Mattila, O’Bryan, Pittarese, Ralph, Roman, Torres, Wilgus | Dos Santos, Ganter, Garagarza, Gurihiru, Lewis, Lodge, Matte, McWeeney, Ralph, Ridge, Spaulding | ISBN 978-3-86425-068-2 |
| 1        | Das Versprechen (The Promise)                                                    | 25. Jan. 2012    | 20. Sep. 2012  | Gene Luen Yang (Skript & Handlung) Michael Dante DiMartino & Bryan Konietzko (Handlung)                   | Gurihiru                                                                                        | ISBN 978-3-86425-065-1 |
| 2        | Das Versprechen (The Promise)                                                    | 30. Juni 2012    | 15. Okt. 2012  | Gene Luen Yang (Skript & Handlung) Michael Dante DiMartino & Bryan Konietzko (Handlung)                   | Gurihiru                                                                                        | ISBN 978-3-86425-066-8 |
| 3        | Das Versprechen (The Promise)                                                    | 26. Sep. 2012    | 6. Dez. 2012   | Gene Luen Yang (Skript & Handlung) Michael Dante DiMartino & Bryan Konietzko (Handlung)                   | Gurihiru                                                                                        | ISBN 978-3-86425-067-5 |
| 1        | Die Suche (The Search)                                                           | 20. März 2013    | 5. Juli 2013   | Gene Luen Yang (Skript & Handlung) Michael Dante DiMartino & Bryan Konietzko (Handlung)                   | Gurihiru                                                                                        | ISBN 978-3-86425-150-4 |
| 2        | Die Suche (The Search)                                                           | 10. Juli 2013    | 21. Aug. 2013  | Gene Luen Yang (Skript & Handlung) Michael Dante DiMartino & Bryan Konietzko (Handlung)                   | Gurihiru                                                                                        | ISBN 978-3-86425-151-1 |
| 3        | Die Suche (The Search)                                                           | 30. Okt. 2013    | 14. Nov. 2013  | Gene Luen Yang (Skript & Handlung) Michael Dante DiMartino & Bryan Konietzko (Handlung)                   | Gurihiru                                                                                        | ISBN 978-3-86425-152-8 |
| 1        | Der Spalt (The Rift)                                                             | 5. März 2014     | 19. Mai 2014   | Gene Luen Yang (Skript & Handlung) Michael Dante DiMartino & Bryan Konietzko (Handlung)                   | Gurihiru                                                                                        | ISBN 978-3-86425-367-6 |
| 2        | Der Spalt (The Rift)                                                             | 2. Juli 2014     | 25. Aug. 2014  | Gene Luen Yang (Skript & Handlung) Michael Dante DiMartino & Bryan Konietzko (Handlung)                   | Gurihiru                                                                                        | ISBN 978-3-86425-368-3 |
| 3        | Der Spalt (The Rift)                                                             | 5. Nov. 2014     | 1. Dez. 2014   | Gene Luen Yang (Skript & Handlung) Michael Dante DiMartino & Bryan Konietzko (Handlung)                   | Gurihiru                                                                                        | ISBN 978-3-86425-369-0 |
| 1        | Rauch und Schatten (Smoke and Shadow)                                            | 23. Sep. 2015    | 9. Nov. 2015   | Gene Luen Yang (Skript & Handlung) Michael Dante DiMartino & Bryan Konietzko (Handlung)                   | Gurihiru                                                                                        | ISBN 978-3-86425-814-5 |
| 2        | Rauch und Schatten (Smoke and Shadow)                                            | 16. Dez. 2015    | 8. Feb. 2016   | Gene Luen Yang (Skript & Handlung) Michael Dante DiMartino & Bryan Konietzko (Handlung)                   | Gurihiru                                                                                        | ISBN 978-3-86425-815-2 |
| 3        | Rauch und Schatten (Smoke and Shadow)                                            | 16. März 2016    | 16. Mai 2016   | Gene Luen Yang (Skript & Handlung) Michael Dante DiMartino & Bryan Konietzko (Handlung)                   | Gurihiru                                                                                        | ISBN 978-3-86425-816-9 |
| 1        | Nord und Süd (North and South)                                                   | 14. Sep. 2016    | 20. Okt. 2016  | Gene Luen Yang (Skript & Handlung) Michael Dante DiMartino & Bryan Konietzko (Handlung)                   | Gurihiru                                                                                        | ISBN 978-3-95981-024-1 |
| 2        | Nord und Süd (North and South)                                                   | 25. Jan. 2017    | 8. Feb. 2017   | Gene Luen Yang (Skript & Handlung) Michael Dante DiMartino & Bryan Konietzko (Handlung)                   | Gurihiru                                                                                        | ISBN 978-3-95981-025-8 |
| 3        | Nord und Süd (North and South)                                                   | 26. Apr. 2017    | 14. Juni 2017  | Gene Luen Yang (Skript & Handlung) Michael Dante DiMartino & Bryan Konietzko (Handlung)                   | Gurihiru                                                                                        | ISBN 978-3-95981-336-5 |
| 1        | Geschichten des Team Avatar (Team Avatar Tales)                                  | 5. Sep. 2018     | 23. Dez. 2019  | Gene Luen Yang uvm.                                                                                       |                                                                                                 | ISBN 978-3-95981-891-9 |
| 1        | Ungleichgewicht (Imbalance)                                                      | 10. Okt. 2018    | 15. Mai 2019   | Faith Erin Hicks (Skript & Handlung) Michael Dante DiMartino & Bryan Konietzko (Handlung)                 | Peter Wartman                                                                                   | ISBN 978-3-95981-871-1 |
| 2        | Ungleichgewicht (Imbalance)                                                      | 14. Mai 2019     | 24. Juli 2019  | Faith Erin Hicks (Skript & Handlung) Michael Dante DiMartino & Bryan Konietzko (Handlung)                 | Peter Wartman                                                                                   | ISBN 978-3-95981-986-2 |
| 3        | Ungleichgewicht (Imbalance)                                                      | 1. Okt. 2019     | 15. Jan. 2020  | Faith Erin Hicks (Skript & Handlung) Michael Dante DiMartino & Bryan Konietzko (Handlung)                 | Peter Wartman                                                                                   | ISBN 978-3-95981-370-9 |
| 1        | Katara und das Silber der Piraten (Katara and the Pirate's Silver)               | 13. Okt. 2020    | 16. Dez. 2020  | Faith Erin Hicks (Skript & Handlung)Tim Hedrick (Handlung)                                                | Peter Wartman (Zeichnungen), Adele Matera (Farben)                                              | ISBN 978-3-96658-248-3 |
| 1        | Toph Beifongs Akademie Des Metallbändigens (Toph Beifong's Metalbending Academy) | 16. Feb. 2021    | 12. Mai 2021   | Faith Erin Hicks                                                                                          | Peter Wartman (Zeichnungen), Adele Matera (Farben)                                              | ISBN 978-3-96658-437-1 |
| 1        | Suki, Allein (Suki, Alone)                                                       | 27. Juli 2021    | 29. Sep. 2021  | Faith Erin Hicks                                                                                          | Peter Wartman (Zeichnungen), Adele Matera (Farben)                                              | ISBN 978-3-96658-490-6 |
| 1        | Azula im Geistertempel (Azula in the Spirit Temple)                              | 1. Nov. 2023     | 17. Juni 2024  | Faith Erin Hicks                                                                                          | Peter Wartman (Zeichnungen), Adele Matera (Farben)                                              | ISBN 978-3-98666-502-9 |
| 1        | Die Kopfgeldjägerin und der Teemeister (The Bounty Hunter and the Tea Brewer)    | 20. Aug. 2024    | 18. Nov. 2024  | Faith Erin Hicks (Skript & Handlung) Michael Dante DiMartino & Bryan Konietzko (Handlung)                 | Peter Wartman (Zeichnungen), Adele Matera (Farben)                                              | ISBN 978-3-98666-610-1 |

#### Die verlorenen Abenteuer
Dies ist ein Sammelband an kurzen Comics, die großteils zuvor ab Juni 2005 im Nickelodeon Magazine und als Beilage zu DVD-Boxen der Serie veröffentlicht worden waren. Die 26 enthaltenen Comics stammen von verschiedensten Autoren und Zeichnern, von denen einige an der Originalserie mitgearbeitet haben. Sie spielen zwischen den Episoden der Originalserie, hinzu kommen zwei Bonusgeschichten, die außerhalb des Kanons stehen.
| Staffel            | Titel                                    | Autor(en)                                                  | Zeichner                                                 | Colorist                       | Letterer    |
| ------------------ | ---------------------------------------- | ---------------------------------------------------------- | -------------------------------------------------------- | ------------------------------ | ----------- |
| Buch 1: Wasser     | Zappeln ist Silber, Stillstehen ist Gold | Joshua Hamilton, John O’Bryan                              | Justin Ridge                                             | Hye Jung Kim                   | Clem Robins |
| Buch 1: Wasser     | Wasserschlacht                           | Tim Hedrick                                                | Justin Ridge                                             | Hye Jung Kim                   | Comicraft   |
| Buch 1: Wasser     | Rotznase                                 | Alison Wilgus                                              | Elsa Garagarza                                           | Wes Dzioba                     | Comicraft   |
| Buch 1: Wasser     | Relikte                                  | Johane Matte, Joshua Hamilton                              | Johane Matte                                             | Hye Jung Kim                   | Comicraft   |
| Buch 1: Wasser     | Fruchtiger Freestyle                     | Brian Ralph                                                | Brian Ralph                                              | Brian Ralph                    | Comicraft   |
| Buch 2: Erde       | Schlafbändigen                           | Joshua Hamilton                                            | Joaquim Dos Santos                                       | Hye Jung Kim                   | Clem Robins |
| Buch 2: Erde       | Lektionen                                | Johane Matte                                               | Johane Matte                                             | Wes Dzioba                     | Comicraft   |
| Buch 2: Erde       | Sokka der Avatar                         | Joshua Hamilton                                            | Justin Ridge                                             | Sno Cone Studios               | Comicraft   |
| Buch 2: Erde       | Schmutz ist nur oberflächlich            | J. Torres                                                  | Gurihiru                                                 | Gurihiru                       | Comicraft   |
| Buch 2: Erde       | Gemeinsam stehen, getrennt fallen        | Frank Pittarese                                            | Justin Ridge                                             | Hye Jung Kim Wes Dzioba        | Comicraft   |
| Buch 2: Erde       | Toph-Leistung                            | J. Torres                                                  | Corey Lewis                                              | Corey Lewis                    | Comicraft   |
| Buch 2: Erde       | Das ist nur natürlich                    | Johane Matte, Joshua Hamilton                              | Johane Matte                                             | Wes Dzioba                     | Comicraft   |
| Buch 2: Erde       | Heimkehr                                 | Aaron Ehasz, May Chan, Katie Mattila, Alison Wilgus        | Amy Kim Ganter                                           | Wes Dzioba                     | Comicraft   |
| Buch 2: Erde       | Die Brücke                               | Joshua Hamilton, Tim Hedrick, Aaron Ehasz, Frank Pittarese | Reagan Lodge                                             | Reagan Lodge                   | Comicraft   |
| Buch 3: Feuer      | Gefreiter Feuer                          | Joshua Hamilton                                            | Johane Matte                                             | Wes Dzioba                     | Comicraft   |
| Buch 3: Feuer      | Nachtaktiv                               | Katie Mattila                                              | Justin Ridge                                             | Wes Dzioba                     | Comicraft   |
| Buch 3: Feuer      | Auszeit für Jungs                        | Alison Wilgus                                              | Gurihiru                                                 | Gurihiru                       | Comicraft   |
| Buch 3: Feuer      | Feurige Spielhalle                       | Corey Lewis                                                | Corey Lewis                                              | Corey Lewis                    | Comicraft   |
| Buch 3: Feuer      | Monsterbändiger                          | J. Torres                                                  | Gurihiru                                                 | Gurihiru                       | Comicraft   |
| Buch 3: Feuer      | Flammkopf auf dem Zug                    | Alison Wilgus, Rawles Lumumba                              | Tom McWeeney                                             | Wes Dzioba                     | Comicraft   |
| Buch 3: Feuer      | Schwertbändigen                          | Alison Wilgus                                              | Justin Ridge                                             | Wes Dzioba                     | Comicraft   |
| Buch 3: Feuer      | Kein Zutritt für Bändiger                | Alison Wilgus                                              | Elsa Garagarza                                           | Wes Dzioba                     | Comicraft   |
| Buch 3: Feuer      | Liebe ist ein Schlachtfeld               | J. Torres                                                  | Gurihiru                                                 | Gurihiru                       | Comicraft   |
| Buch 3: Feuer      | Drachentage                              | Alison Wilgus                                              | Johane Matte (Rahmenhandlung), Tom McWeeney (Rückblende) | Wes Dzioba                     | Comicraft   |
| Buch 3: Feuer      | Zeit zum Spielen                         | Katie Mattila                                              | Justin Ridge                                             | Hye Jung Kim                   | Comicraft   |
| Buch 3: Feuer      | Bumi gegen Toph, Runde 1                 | Johane Matte Joshua Hamilton                               | Johane Matte                                             | Hye Jung Kim                   | Comicraft   |
| Bonus- geschichten | Neue Rekruten                            | Dave Roman                                                 | Justin Ridge                                             | Sno Cone Studios, Hye Jung Kim | Comicraft   |
| Bonus- geschichten | Sportstunde                              | Alison Wilgus                                              | Ethan Spaulding                                          | Wes Dzioba                     | Comicraft   |

### Sammelbände
Nach der Veröffentlichung der Einzelbände erschienen die Trilogien gemeinsam in einem großformatigen Sammelband, im Original als Library Edition und auf Deutsch als Premium Edition bezeichnet. Zusätzlich wurden Seiten in den Sammelbänden mit Kommentaren und Hintergrundinfos involvierter Personen versehen.
| Deutscher Titel    | Originaltitel    | erschienen (USA) | erschienen (D) | ISBN (D)          |
| ------------------ | ---------------- | ---------------- | -------------- | ----------------- |
| Das Versprechen    | The Promise      | 20. Sep. 2013    | 28. Apr. 2014  | 978-3-86425-370-6 |
| Die Suche          | The Search       | 5. Feb. 2014     | 10. Nov. 2014  | 978-3-86425-371-3 |
| Der Spalt          | The Rift         | 11. Feb. 2015    | 28. Sep. 2015  | 978-3-86425-687-5 |
| Rauch und Schatten | Smoke and Shadow | 21. Sep. 2016    | 11. Okt. 2017  | 978-3-95981-617-5 |
| Nord und Süd       | North and South  | 7. Nov. 2017     | 16. Apr. 2019  | 978-3-959817-32-5 |
| Ungleichgewicht    | Imbalance        | 16. Juni 2020    | 24. Sep. 2020  | 978-3-95981-381-5 |

## Sonderausgaben
Zwischen 2013 und 2015 erschien in den USA jährlich zum Free Comic Book Day (FCBD) ein exklusiver kostenloser Comic. Im 2018 erscheinenden Comic Team Avatar Tales werden die drei Ausgaben des FCBD, zusammen mit neuen Geschichten, nochmals veröffentlicht.
Auf Deutsch erschienen nur die letzten zwei Comics zusammen mit einer Geschichte aus Die verlorenen Abenteuer exklusiv beim Gratis-Comic-Tag 2016.
| Deutscher Titel | Titel                 | erschienen (USA) | erschienen (D) | Handlung                     | Zeichnungen                                   |
| --------------- | --------------------- | ---------------- | -------------- | ---------------------------- | --------------------------------------------- |
|                 | Relics                | 7. Mai 2011      |                | Johane Matte Joshua Hamilton | Johane Matte                                  |
|                 | Rebound               | 4. Mai 2013      |                | Gene Luen Yang               | Ryan Hill                                     |
| Muscheln        | Shells                | 3. Mai 2014      | 14. Mai 2016   | Gene Luen Yang               | Faith Erin Hicks                              |
| Schwestern      | Sisters               | 2. Mai 2015      | 14. Mai 2016   | Gene Luen Yang               | Carla Speed McNeil                            |
|                 | Matcha Makers         | 14. August 2021  |                | Nadia Shammas                | Sarah Alfageeh                                |
|                 | Aang's Unfreezing Day | 7. Mai 2022      |                | Kelly Leigh Miller           | Diana Sim mit Christianne Gillenardo-Goudreau |
|                 | Lost and Found        | 6. Mai 2023      |                | Amy Chu                      | Kelly Matthews mit Nichole Matthews           |